# Armin van Buuren
Armin van Buuren (Leiden, 25. prosinca 1976.), nizozemski trance DJ.

## Glazbeni počeci
Armin je rođen 25. prosinca, 1976. godine u gradu Lieden, u Nizozemskoj. Oduvijek je bio fasciniran glazbom, a već s 14 godina kupuje svoj prvi sampler, posuđuje očeve klavijature te počinje stvarati glazbu. Njegova fascinacija proizlazi iz činjenice da mu je otac imao kvalitetan te raznolik glazbeni ukus, a glazba nije strana ni ostatku obitelji. Armin je poznat je po iznimno bogatoj produkciji, a sam početak pripao je "trance anthem" hitovima kao što su "Blue Fear", "Touch Me" i "Communication". 
No, Armin nije poznat samo po produkciji, tu su i mnogobrojni remiksi od kojih možemo izdvojiti one koje je odradio za iiO, "Solid Sessions", "Solar Stone" i ostale.
Osim za glazbu, Armin pokazuje veliki interes za računalima, te pripadajućoj tehnologiji. Njegove početne utjecaje vidimo u glazbenicima kao što su Jean-Michel Jarre i Ben Liebrand, koje je svakodnevno slušao vozeći se biciklom od kuće do škole. Imajući veliki respekt prema Ben Liebrandu, Armin se odlučuje da mu pošalje demo koji na koncu biva prihvaćen odlično od strane Liebranda. Potonji će u sljedećoj godini naučiti Armina sve o produkciji i mixanju te ga uvesti u svijet elektroničke glazbe.
Arminova želja za miksanjem je sve više jačala, pa je ubrzo počeo svirati u lokalnom klubu Nexus. 1995. godine Armin završava srednju školu te upise studij prava. U međuvremenu, pobrinuo se za produciranje u pravom studiju.Tada je često govorio kako ne želi biti ograničen jednim stilom te svoj opisuje kao euforičan, melodičan i energičan. Bio je vrlo ambiciozan pa je tako istovremeno studirao, producirao i radio kao DJ. Tvrdi kako mu je san raditi ono što voli najviše i pritom se malo i zabaviti.

## Proboj na vrh
Armina je na jednoj vrlo uspješan producent a na drugoj još uspješniji DJ. Od 1995. izdao je mnoštvo izdanja koji su kasnije postali svjetski hitovi. Njegov prvi uspjeh je svakako "Blue Fear" izdan na Cyber Records, svoje je mjesto našao na UK ljestvici. Na "Communication" ne treba previše trošiti riječi, radi se o trance klasiku koji je imao enormno veliki uspjeh te utjecaj na Ibizi, a kasnije se našao i na UK ljestvici.
2000. kreće sa svojom serijom kompilacija. Prvi uradak, "A State Of Trance 001" je prodan u više od 10.000 primjeraka i sadrži njegov poznati remix Moogwai - Viola. Na sljedem uratku, nazvanom "Basic Instinct" našla se mega popularna Perpetuous Dreamer - "The Sound Of Goodbye. Ta skladba je ušla na nizozemske ljestvice, u ljeto 2001. godine. Treće izdanje, "In Motion" je objavljeno u kolovozu 2001. godine. "Transparance", odn. četvrto izdanje kompilacije našlo se na tržištu sljedeće, 2002. godine.
Armin također više nego uspješno vodi svoju radio emisiju na Fresh FM-u, nazvanu "A State Of Trance" koju prate milijuni ljudi diljem svijeta.
2003., 2004. i 2005. godine zasluženo osvaja treće mjesto na DJ Magazine 100 ljestvici. U zadnje vrijeme se više trudi na pozornici, te vikendom svira po dva puta. Armin navodi kako su fanovi i javnost najvažnije stvari za jedno DJ-a. Vrlo dobro shvaća važnost fanova, te im posvećuje puno pažnje a često ga možemo vidjeti kako potpisuje gotovo sve; vinile, majice, flyere, mobilne telefone pa čak i dijelove tijela.

## Danas
Armin van Buuren danas predstavlja sam vrh trance ali i ukupne EDM scene. Armin je nedavni pobjednik DJ Mag-ovog izbora za najboljeg svjetskog DJ-a u 2007. godini što je zasigurno važan trenutak u njegovoj karijeri. Odnio je pobjedu pred velikanima ove glazbe Tiestom i Paul Van Dykom koji već godinama osvajaju najviša priznanja.
Iako je trenutno svjetski trend izdati kompilaciju u digitalnom obliku i obraditi je uz pomoć Abletona, nizozemski trance DJ, Armin Van Buuren je svoju iduću mixanu kompilaciju snimio na drugi način – i to uživo, za vrijeme nastupa u Amnesiji na Ibizi. Mix nosi naziv "Universal Religion 2008". 
Armin trenutno boravi u studiju i radi na novom albumu koji bi se trebao pojaviti početkom 2008.g. Armin će nakon objave albuma na svjetsku turneju pod imenom "Armin Only". To je koncept u kojem on svira duge setove uz potporu nekoliko live-actova i umjetnika. Početak turneje je predviđen za 19. travnja a prvi event će se dogoditi u nizozemskom Utrechtu. 

## Diskografija

### Studijski albumi
- 2003. 76
- 2005. Shivers
- 2006. 10 Years
- 2008. Imagine
- 2009. Imagine: The Remixes
- 2010. Mirage
- 2013. Intense
- 2015. "Embrace"

### Kompilacije
- 1999. Boundaries of Imagination
- 2000. 001 A State of Trance
- 2001. 002 Basic Instinct
- 2001. 003 In Motion
- 2002. 004 Transparance
- 2003. Universal Religion Chapter One
- 2004. A State of Trance 2004
- 2004. Big Room Trance
- 2004. Universal Religion 2004, uživo s Armade na Ibizi
- 2005. A State of Trance 2005
- 2005. A State of Trance 2005 Year Mix
- 2006. A State of Trance 2006
- 2006. A State of Trance 2006 Year Mix
- 2007. A State of Trance 2007
- 2007. Universal Religion Chapter 3, uživo s Armade na Ibizi
- 2007. A State of Trance 2007 Year Mix
- 2008. Universal Religion 2008
- 2009. A State of Trance 2009 Year Mix

## Vanjske poveznice
- Službena stranica (engl.)
- Armin van Buuren na Discogs.com (engl.)